# Carlson Young
Carlson Young (Fort Worth, 29 oktober 1990) is een Amerikaans actrice en regisseuse. Ze speelde in diverse films en series, waaronder Premature, Pretty Little Liars en Scream.

## Filmografie

### Als actrice

#### Film
- 2010: Cutthroat, als Rene
- 2010: The Dog Who Saved Christmas Vacation, als London James
- 2011: The Perfect Student, als Laura
- 2014: Premature, als Angela Yearwood
- 2015: The Night is Young, als Chair
- 2018: The Blazing World, als Margaret (korte film)
- 2021: The Blazing World, als Margaret Winter
- 2021: 12 Mighty Orphans, als Annie
- 2024: Upgraded, als meisje in de metro

#### Televisie
- 2007-2009: As the Bell Rings, als Tiffany Blake
- 2009: Heroes, als cheerleader
- 2010: Pretty Little Liars, als Amber Victorino
- 2010: True Blood, als Tammy
- 2010: CSI: Crime Scene Ivestigation, als Checker
- 2010: The League, als Callie
- 2011: Big Time Rush, als Peggy
- 2011: Traffic Light, als Savannah
- 2012: Shake It Up, als Danika Fitzgerald
- 2012: Pair of Kings, als Chelsea
- 2012-2013: Key & Peele, als Jacquelin
- 2013: Kroll Show, als zichzelf
- 2015: Grimm, als Selina Golias
- 2015: CSI: Cyber, als Mia Wilcox
- 2015-2016: Scream, als Brooke Maddox
- 2016: Pickle and Peanut, als meisje
- 2017: A Man for Every Month, als Megan
- 2020: Emily in Paris, als Brooklyn Clark

#### Webseries
- 2011: Wendy, als Emily
- 2016: Last Teenagers of the Apocalypse, als Neon
- 2016: Scream: If I Die, als Brooke Maddox

#### Videoclip
- 2013: Crazy, van Sami

### Als regisseuse

#### Film
- 2018: The Blazing World (korte film)
- 2021: The Blazing World
- 2024: Upgraded